# Maya Mountain
Der Maya Mountain ist ein 2000 m hoher, pyramidenförmiger Berg im ostantarktischen Viktorialand. Er ragt zwischen dem Aztec Mountain und dem Pyramid Mountain unmittelbar südlich des Taylor Valley auf.
Die Mannschaft der New Zealand Geological Survey Antarctic Expedition (1958–1959) benannte ihn so, da seine Form an die kultischen Pyramiden der Maya erinnert.